# Mausoleu de Karazhartas
El Mausoleu de Karazhartas, Piràmide de Karazhartas o Piràmide de la cultura Begazy és un dels monuments megalítics de la Cultura Begazy-Dandybai de l'edat del bronze final. Es troba a les estepes d'Àsia Central, al marge dret del riu Taldy, a 2 km a l'oest del poble de Zhanazhurt i a 12 km a l'est del poble de Taldy, al territori rural de Taldinsky del districte de Shet de la província de Kkaragandí en l'actual Kazakhstan.

## Història
Els treballs d'excavació al monument els va fer, el 2016-2017, l'arqueòleg Igor Alekseevich Kukushkin de l'Institut Arqueològic de Sariarkhà. La Necròpoli de Karazhartas té 41 estructures de l'edat del bronze final i l'edat del ferro primerenca. A més a més del conjunt funerari de l'elit, les excavacions descobriren 12 estructures d'estatus social més baix. Segons la datació per radiocarboni del laboratori CHRONO de la Queen's University Belfast (Irlanda del Nord), es comprovà que la necròpoli existia durant els segles XV-XIV abans de la nostra era.

## Descripció
El mausoleu, en forma de piràmide esglaonada amb 5-6 filades de murs, té unes dimensions de 14 m x 14,5 m. Es va construir amb maçoneria i revestiment posterior de lloses de granit massís al llarg del perímetre. En la cambra funerària, es va trobar un crani pertanyent a un governant autòcton, membre de la noblesa tribal de la societat Begazy-Dandybai que hi va ser soterrat.
S'han trobat ossos d'ovella i cavall en diferents nivells del farciment de la tomba, segurament relacionats amb cerimònies de sacrificis, tradicionals de les tribus estepàries. També puntes de sageta de bronze, un anell d'or i fragments de ceràmica del bronze final.
El mausoleu estudiat és l'estructura més gran i complexa de l'edat del bronze final del Kazakhstan Central.

## Divulgació
El jaciment fou notícia el 2016 a causa d'una sèrie d'informacions periodístiques sensacionalistes que parlaven de la "piràmide més antiga del món", més antiga que la Piràmide esglaonada de Djoser, tot i que, en realitat, l'estructura n'és més de mil anys més moderna.